# Liste der Straßen und Plätze in Flensburg/C
| Name                                                        | Hintergrund | Koordinate                         | Schild |
| ----------------------------------------------------------- | --- | ---------------------------------- | ------ |
| * Cäcilienschlucht                                          | Die Straße liegt bei der Cäcilienschlucht (hin und wieder auch Cecilienschlucht geschrieben). | Lage, Mürwik                       |        |
| Callsenweg Callsenvej                                       | Benannt nach Johann Jürgen Callsen (häufig abgekürzt: J.J. Callsen). Callsen (1831–1919) war Lehrer zu St. Johannis in Flensburg und zudem als Heimatforscher tätig. Von ihm erschienen verschiedene Schriften. 1873 veröffentlichte er das Buch Pflanzenkunde in der Volksschule und 1895 das Buch Angeln und der Westen, Das Flensburger Schulwesen bis 1886. Beschreibung der Kreise Flensburg und Schleswig fuer Schule und Haus. (Vgl. auch Blocksberg (Flensburg)) | Lage, Westliche Höhe (PLZ 24937)   |        |
| Campusallee                                                 | Benannt nach dem Campus der Fachhochschule und Europa-Universität Flensburg auf dem Sandberg. | Lage, Sandberg (PLZ 24943)         |        |
| Carl-Benz-Straße Carl Benz' Gade                            | Benannt nach dem Ingenieur und Automobilpionier Carl Benz (1844–1929). | Lage, Weiche (PLZ 24941)           |        |
| * Carl-Diem-Straße Carl Diems Gade                          | Die Straße wurde 1968 nach dem Sportfunktionär, -wissenschaftler und Publizisten Carl Diem (1882–1962) benannt. Diems Nähe zur Elite des nationalsozialistischen Regimes wurde später neu bewertet und gab 1997 Anlass zur Umbenennung der Straße in Elisabeth-Oschatz-Dethleffsen-Straße. | Lage, Westliche Höhe               |        |
| Carolinenstraße Carolinegade                                | Nach Caroline von Dänemark (1793–1881) benannt. | Lage, Friesischer Berg (PLZ 24937) |        |
| Charlotte-Niese-Weg Charlotte Nieses Vej                    | Benannt nach der Schriftstellerin, Heimatdichterin und Lehrerin Charlotte Niese (1854–1935). | Lage, Westliche Höhe (PLZ 24939)   |        |
| Christian-Friedrich-Voigt-Platz Chr. Friedrich Voigts Plads | Der Platz liegt auf der Nordseite der Friesischen Straße und stellt einen Überrest der großen, unbebauten Flächen an der Straße dar, die der Stadt gehörten. Ein Stadtplan aus dem Jahr 1849 belegt, dass der Bereich schon damals gärtnerisch gestaltet war. Um 1880 wurde auf dem Platz ein Denkmal für die Gefallenen und Verwundeten des deutsch-französischen Krieges von 1870/71 aufgestellt, dass der Bildhauer Hans C. Kirchhoff geschaffen hatte. Das besagte Kriegerdenkmal, das im Schnittpunkt, des kreuzförmigen Wegenetzes der Gartenanlage steht, besteht aus einem Obelisken, aus rotem Granit, auf dessen Spitze ein Adler sitzt. Im unteren Bereich befinden sich die Gedenkinschriften. Der östlich angrenzende Spielplatz existiert schon seit 1913/14. 1939 wurde der Bereich nach dem Heimatforscher und Rektor der St. Marien-Knabenschule I. Christian Friedrich Voigt (* 1864; † 1938) benannt. (Der Platz wurde also nicht nach dem gleichnamigen Orgelbauer Christian Friedrich Voigt benannt.) Im Jahr seines Todes wurde Voigt nicht nur durch die Benennung Christian-Friedrich-Voigt-Platzes geehrt, sondern auch noch durch die Benennung seiner ehemaligen Schule nach ihm, an deren Vorderfront bis heute in eisernen Buchstaben der Name Voigtschule verewigt ist. | Lage, Friesischer Berg (PLZ 24937) |        |
| Christiansengang Christiansens Gang                         | Benannt nach dem Kaufmann Andreas Christiansen Junior (1780–1831). Er hatte einen wesentlichen Anteil an der Entstehung des Christiansenparks, der noch heute besteht. | Lage, Friesischer Berg (PLZ 24937) |        |
| Christiansthal Christiansdal                                | Benannt nach Christian VIII. (1786–1848), der von 1839 bis 1848 König von Dänemark und Herzog von Schleswig, Holstein und Lauenburg war. | Lage, Weiche (PLZ 24941)           |        |
| Christine-Christiansen-Straße                               | Christine Christiansen (1897–1988) leistete in der Nachkriegszeit umfangreiche ehrenamtliche Aufbauarbeiten. 1948 wurde sie zur Mitbegründerin des Ortsrings Flensburg des Deutschen Frauenrings sowie später auch zur Mitbegründerin der örtlichen Verbrauchergemeinschaft. In beiden Organisationen fungierte sie als erste Vorsitzende. Die benachbarten Straßen Kauslunds wurden wie diese ebenfalls nach sozial und politisch engagierten Frauen benannt. | Lage, Engelsby (PLZ 24943)         |        |
| Christinenstraße Kristinegade                               | Wohl nach Anna Christina Groth benannt, die Mitte des 19. Jahrhunderts als Tochter eines Drechslers geboren wurde. Sie heiratete später in erster Ehe einen Stadtverordneten, der eine Gerberei und Schuhmacherei besaß. Nach dem Tod ihres Mannes heiratete sie einen verwitweten Kaufmann. Sie starb Mitte der 1920er-Jahre. | Lage, Friesischer Berg (PLZ 24937) |        |
| Clädenstraße Clädensgade                                    | 1908 nach Georg Cläden benannt, der im 18. Jahrhundert erster Bürgermeister der Stadt Flensburg war. Die Wohnhäuser der Clädenstraße gehört optisch zur Bismarckstraße. Vgl. daher: Bismarckstraße | Lage, Jürgensby (PLZ 24943)        |        |
| Claire-Morré-Straße                                         | Benannt nach einer Initiatorin Flensburger Frauenarbeit namens Claire Morré. Die aus dem englischen Bradford stammende Claire Morré (1909–1997) kam mit 49 Jahren nach Flensburg. Sie war von 1967 bis 1976 Vorsitzende des Ortsrings Flensburg des Deutschen Frauenrings e. V. Die benachbarten Straßen Hochfelds wurden ebenfalls nach Frauen benannt. | Lage, Tarup (PLZ 24943)            |        |
| Claus-Gabriel-Hof Claus Gabriels Gård                       | Benannt nach dem Bildhauer Claus Gabriel, der im 17. Jahrhundert lebte. Unter anderem schnitzte er Flensburgs Kaakmann. | Lage, Friesischer Berg (PLZ 24937) |        |
| Conrad-Röntgen-Straße Corad Röntgens Gade                   | Benannt nach dem Physiker Wilhelm Conrad Röntgen (1845–1923). | Lage, Südstadt (PLZ 24941)         |        |
| Cornelius-Hansen-Weg Cornelius Hansens Vej                  | Benannt nach Cornelius Hansen, eine Persönlichkeit der dänischen Minderheit. Hansen war Stadtverordneter, ehrenamtlicher Stadtrat und unter anderem tätig für die Union-Bank als Aufsichtsratsvorsitzender, für die Industrie- und Handelskammer zu Flensburg als Vizepräsident und für den Südschleswigschen Verein als erster Vorsitzender. Hansen ist Namensgeber der in der Nordstadt gelegenen Gemeinschaftsschule Cornelius Hansen-Skolen, die vom Dänischen Schulverein für Südschleswig betrieben wird. | Lage, Nordstadt (PLZ 24939)        |        |

Fußnoten
1. ↑  Vgl. Stadtarchiv Flensburg: Findbuch; Suchbegriff: Cäcilienschlucht; Dokument: Ausbau der Straße Cäcilienschlucht, abgerufen am: 30. Mai 2015
2. ↑  Vgl. Flensburger Tageblatt: Darf ein Nazi-Arzt einer Straße den Namen geben?, vom: 25. Juli 2011, abgerufen am: 1. März 2015
3. ↑  Lutz Wilde: Denkmaltopographie Bundesrepublik Deutschland, Kulturdenkmale in Schleswig-Holstein. Band 2, Flensburg, S. 366 ff.
4. ↑  Dieter Pust: Flensburger Straßennamen. Gesellschaft für Flensburger Stadtgeschichte, Flensburg 2005, Artikel: Christian-Friedrich-Voigt-Platz
5. ↑  Flensburg. Freizeitangebote. Christian-Friedrich-Voigt-Platz, abgerufen am: 12. November 2019
6. ↑  Lutz Wilde: Denkmaltopographie Bundesrepublik Deutschland, Kulturdenkmale in Schleswig-Holstein. Band 2, Flensburg, S. 256 f.
7. ↑  Dieter Pust: Flensburger Straßennamen. Gesellschaft für Flensburger Stadtgeschichte, Flensburg 2005, Artikel: Christian-Friedrich-Voigt-Platz
8. ↑  Flensburger Tageblatt: "Flensburger Köpfe": Andreas Christiansen - Unternehmer und Mäzen, vom: 25. August 2009; abgerufen am: 7. April 2018
9. ↑  Benennung von Straßen Wohnbaugebiet “Kauslund-Osterfeld” (Bebauungsplan Nr. 232), S. 4 sowie: Findbuch zum Bestand NL-K-07 Deutscher Frauenring, S. 4, Signatur: NL-K-07; 2-4
10. ↑  Stadtarchiv Flensburg: Da Ihro Königl. Majestät zu Dännemarck ... Herrn Georg Cläden
11. ↑  Straßenbenennungen für den Bebauungsplan "Hochfeld" (Nr. 236), S. 1 und 3
12. ↑  Flensburger Tageblatt: Rundes Jubiläum in Flensburg: 50 Jahre im Einsatz für Kinder in Not, vom: 6. April 2018; abgerufen am: 8. April 2018
13. ↑  Flensburger Tageblatt: Flensburg: Sie rappen die Nordstadt, vom: 15. Mai 2010, abgerufen am: 1. März 2015